# 落叶花桑属
落叶花桑属（学名：Allaeanthus）是桑科下的一个属。

## 下属物种
本属包括以下物种：
- 马岛落叶花桑 Allaeanthus greveanus (Baill.) Capuron
- 落叶花桑 Allaeanthus kurzii Hook.fil.
- 吕宋落叶花桑 Allaeanthus luzonicus (Blanco) Fern.-Vill.
- 锡兰落叶花桑 Allaeanthus zeylanicus Thwaites